# Як Джанні потрапив в пекло
«Як Джанні потрапив в пекло» — радянський чорно-білий музичний фільм 1956 року, знятий на кіностудії «Мосфільм».

## Сюжет
За оперою Дж. Пуччіні «Джанні Скіккі». Середньовічна Флоренція, 1299 рік. Багатий дядечко Буозо Донаті помер, і його бідні родичі, що юрмилися навколо ложа смерті, знаходять заповіт — все залишено монахам. І тоді вони звуть Джанні Скіккі — літнього італійського шахрая і пройдисвіта. У нього є дочка Лауретта, закохана в Рінуччо. Він ховає тіло померлого дядька, гримується під нього і голосом небіжчика кличе нотаріуса. Всі родичі в захваті чекають: зараз заповіт буде переписано на їх користь. Нотаріус чує з напівтемного ложа слова «дядечка»: «Все своє майно я заповідаю… я заповідаю… я заповідаю своєму улюбленому одному Джанні Скіккі!». Розбагатілий Скіккі дає дочці Лауретти придане і вона, нарешті, може вийти заміж за свого коханого — Рінуччо (одного з численних родичів покійного, єдиного з них, хто отримує вигоду від того, що сталося)…

## У ролях
- Максим Греков — Джанні Скіккі (співає М. Кісельов)
- Емілія Мільтон — Цита (співає В. Смирнова)
- Юрій Лоран — Сімоне (співає Л. Ктиторов)
- Аркадій Цінман — Марко (співає О. Тихонов)
- Зана Заноні — Ческа (співає О. Матюшин)
- Леонід Пирогов — Герардо (співає А. Орфенов)
- Вікторія Чаєва — Нелла (співає Н. Суховіцина)
- Раїса Максимова — Лауретта (співає М. Звєздіна)
- Валентин Кулик — Рінуччіо (співає В. Орленін)
- Георгій Абрамов — Бетто
- Данило Дем'янов — нотаріус
- Євген Гуров — епізод
- Леонід Маслов — епізод
- А. Бєлосєльських — епізод

## Знімальна група
- Режисери — Тетяна Березанцева, А. Шароєв
- Сценаристи — Тетяна Березанцева, А. Шароєв
- Оператори — Ігор Гелейн, Валентин Захаров
- Художник — Артур Бергер